# Anthony Chisholm
Pour les articles homonymes, voir Chisholm.
Anthony Victor Chisholm (né le 9 avril 1943 à Cleveland et mort le 16 octobre 2020 à Montclair au New Jersey), est un acteur américain et vétéran de la guerre du Viêt Nam, surtout connu pour son rôle de Burr Redding dans la série télévisée Oz.

## Biographie

### Filmographie

#### Télévision
- 2002 : New York, unité spéciale (saison 3, épisode 15) : Leroy Russell